# Lynn Shelton
Lynn Shelton (ur. 27 sierpnia 1965 w Oberlin, zm. 16 maja 2020 w Los Angeles) – amerykańska aktorka, reżyserka, montażystka, scenarzystka i producentka filmowa.

## Filmografia

### Aktorka
- 2008: Noce i weekendy (Nights and Weekends) jako siostra Mattie
- 2009: Nakręć ze mną porno (Humpday) jako Monica
- 2010: Your Lucky Day jako sanitariuszka
- 2011: The Off Hours jako Danielle
- 2012: Na własne ryzyko (Safety Not Guaranteed) jako mama
- 2014: Junk jako Marla

### Reżyserka
- 2006: We Go Way Back
- 2008: My Effortless Brilliance
- 2009: Nakręć ze mną porno (Humpday)
- 2012: Siostra twojej siostry (Your Sister’s Sister)
- 2013: Dotykalscy (Touchy Feely)

### Montażystka
- 2002: Outpatient
- 2004: Hedda Gabler
- 2006: We Go Way Back
- 2007: Diggers
- 2008: My Effortless Brilliance

### Scenarzystka
- 2006: We Go Way Back
- 2009: Nakręć ze mną porno (Humpday)
- 2012: Siostra twojej siostry (Your Sister’s Sister)

### Producentka
- 2008: My Effortless Brilliance
- 2009: Nakręć ze mną porno (Humpday)